# ダーレン・アロノフスキー
ダーレン・アロノフスキー（Darren Aronofsky、1969年2月12日 - ）は、アメリカ合衆国の映画監督・脚本家。

## 略歴
ニューヨーク・ブルックリンのロシア系ユダヤ人の家系に生まれ、ハーバード大学で人類学やアニメーションを学ぶ。更にAFI Conservatoryで映画制作を学び、1992年に卒業（美術修士号を取得）。1996年から『π』の制作にとりかかり、6万ドルの低予算で完成、1998年のサンダンス映画祭において最優秀監督賞を受賞した。
2000年には、普通の人々が麻薬の罠にはまってゆく『レクイエム・フォー・ドリーム』を制作。2006年公開の『ファウンテン 永遠につづく愛』は、もともと2001年にブラッド・ピットとケイト・ブランシェット主演で制作される予定だったが、ピットが降板したために頓挫していた。結局ヒュー・ジャックマンとレイチェル・ワイズ主演で制作された。
女優のレイチェル・ワイズと交際しており、二人の間には2006年5月に男児が誕生した。2010年11月、「ワイズとは既に破局しているが息子を通じて良好な関係だ」と発表した。
2008年公開の『レスラー』（主演：ミッキー・ローク）が第65回ヴェネツィア国際映画祭金獅子賞を受賞。2010年公開の『ブラック・スワン』でアカデミー監督賞にノミネートされ、主演のナタリー・ポートマンがアカデミー主演女優賞を受賞した。
アニメ監督の今敏のファンであり、死去した際には追悼のメッセージを送った。

## デビュー前

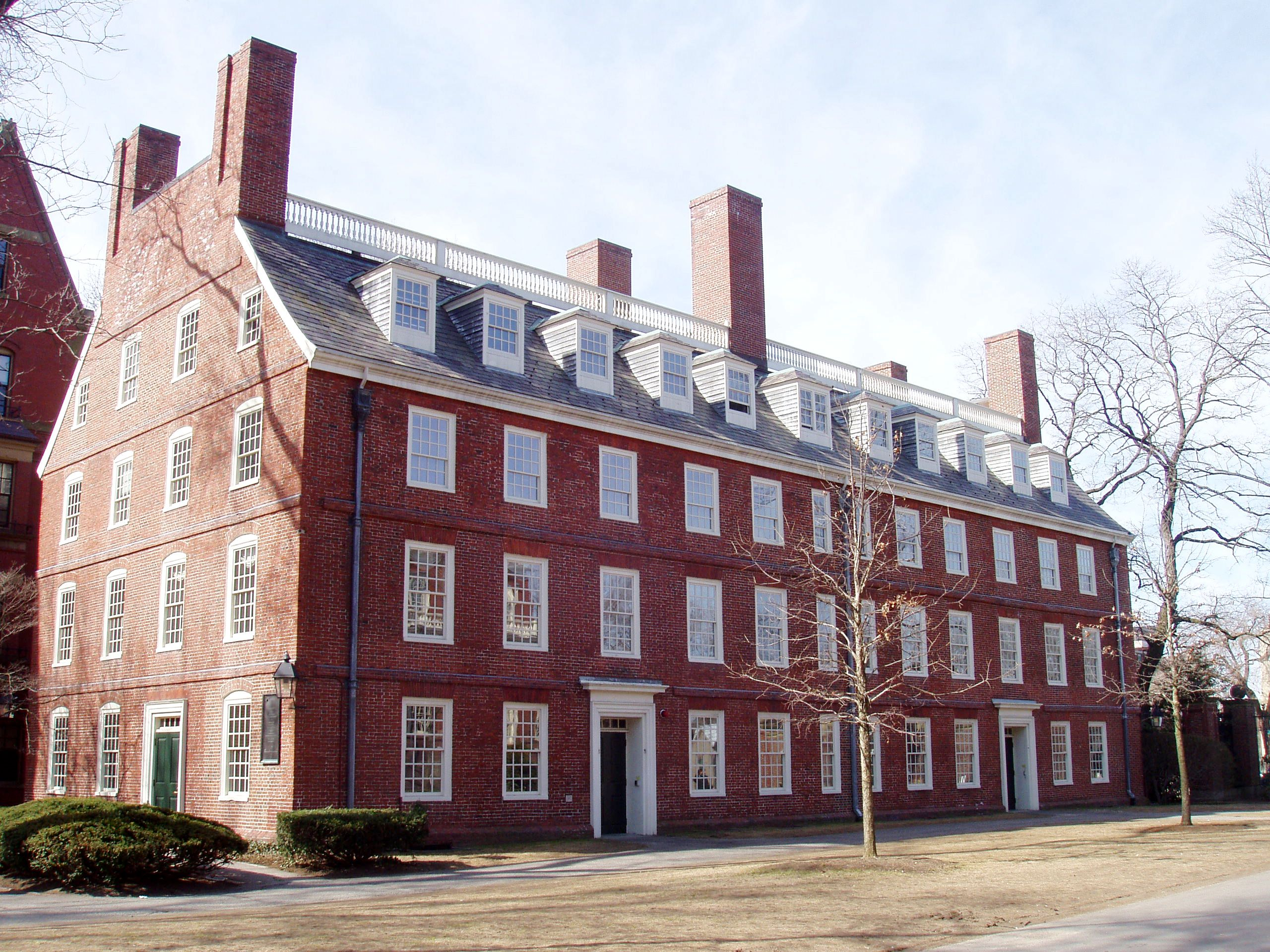
アロノフスキーはハーバード大学で映画に興味を持った。そこでの卒論の映画は賞の最終候補となった

ニューヨークのブルックリン区で、公立高校の教師シャーロットとユダヤ教保守派のアブラハム・アロノフスキーの息子として生まれる。ブルックリンのマンハッタン・ビーチで育ち、「文化的にユダヤ人らしく育てられたが、寺院には宗教から来る参加者はほとんどいなかった。それは文化的なことで - 祝日を祝ったり、どこから来たか、歴史を知ることであり、人々のやってきたことへの尊敬などといったこと」 と話す。Edward R. Murrow High Schoolを卒業。プロバレエ学校に出席していた姉妹のパティがいる。両親はアロノフスキーをよくブロードウェイ・シアターへ連れて行き、演劇業に強い関心をいだかせることになった。
1985年にケニアのThe School for Field Studiesで、そして1986年にアラスカでフィールド生物学者として勉強する。ケニアでは有蹄類の学習に興味を寄せた。彼は後に、野外研究の学校は、自分の世界の見方を変えた、と発言している。野外での興味は彼をヨーロッパや中東へバックパックで旅をさせた。1987年にハーバード大に入学し、社会人類学を専攻、映画製作を学んだ。1991年に卒業した。
ハーバード大にいる間、アニメーター志望だったDan Schreckerと知り合い、映画に強く関心を抱くようになった。卒論の映画『Supermarket Sweep』は、1991年のStudent Academy Awardsで最終候補となった。1992年にAFI Conservatoryでファインアートの修士を取得した。クラスメートにはスコット・シルヴァーやDoug Ellin、マーク・ウォーターズがいた。学校のフランクリン・J・シャフナー卒業生勲章を受賞した。

## 経歴

### 初期
デビュー作『π』は1997年11月に撮影される。映画は友人や家族から100ドルの融資を受けた。引き換えにアロノフスキーは、もし映画が利益を生んだら150ドルを返すこと、損しても最悪クレジットタイトルに載せることを約束した。若い頃イスラエルにいた間、正統派イェシーバーで時間を過ごしていたと後に明かした。6万ドルの初期予算で映画は制作され、1998年サンダンス映画祭で初演し、最優秀監督賞を受賞した。この映画は審査員賞にもノミネートした。Artisan Entertainmentは100万ドルで頒布権を購入した。映画はその翌年に一般に向けて公開され、称賛を浴び、322万1152ドルの興行収入を得る。
続く作品はヒューバート・セルビー・ジュニアの同名の小説が原作の『レクイエム・フォー・ドリーム』。5万ドルをもらい、前作とほとんど同じ映画製作チームで3年間働いた。『π』の興行的爆発により、彼はエレン・バースティンやジャレッド・レトなど、スターを雇う余裕が出来、映画製作に35万ドルの予算を得た。映画の制作は１年にわたって続き、2000年10月に公開された。映画は世界で739万ドルの利益をあげた。
アロノフスキーはスタイリッシュな監督法で称賛を浴び、最優秀監督賞の他、インディペンデント・スピリット賞にもノミネートした。映画は全部で5つの賞にノミネートし、主演女優賞と撮影賞を受賞した。クリント・マンセルのサントラも高く評価され、1996年の最初の合作から、マンセルはアロノフスキーの映画に毎回楽曲を制作している。エレン・バースティンはアカデミー賞など多くの賞にノミネートし、インディペンデント・スピリット賞を受賞した。
2000年の半ば、ワーナー・ブラザースはアロノフスキーをバットマンシリーズ五作目となる『バットマン: イヤーワン』の監督・脚本のために雇った。Roninの作られることはなかった脚本をフランク・ミラーと合作したことのあるアロノフスキーは、ミラーを『イヤーワン』を共同脚本するために連れてきて、リブートする気でいた。「やや漫画を基にしている」「バットマンからイメージできることは全て捨てろ！全てだ！我々は全く新しいものを作ろう」 と後にアロノフスキーは語った。例年共に仕事をしてきたマシュー・リバティークを撮影監督とし、クリスチャン・ベールをバットマン役にした。ベールは後の『バットマン ビギンズ』に出演することとなった。しかしながら、スタジオは『バットマン対スーパーマン』の方を選び、『イヤーワン』は却下された。プロジェクトが失敗したのち、アロノフスキーは『バットマン・ビギンズ』の監督する機会を辞退した。
2001年3月、自身のプロデュースしたホラー映画『ビロウ』の脚本を助けた。2001年4月、アロノフスキーはブラッド・ピットを主演に置いたまだタイトルのないサイエンス・フィクション映画を監督するためワーナー・ブラザースとVillage Roadshowと交渉に入った。2001年6月に女優ケイト・ブランシェットが映画に加わる交渉に入り、アロノフスキーは映画タイトルを秘密のままにし、一時的に『The Last Man』とタイトルを与えた。2001年12月にブランシェットが妊娠したため製作は遅れた。製作は2002年10月の遅くに、オーストラリアのシドニークイーンズランド州で開始した。『ファウンテン』と公式タイトルが決まり、映画は700万ドルの予算を得て、Village Roadshowが撤退した穴はワーナー・ブラザースとリージェンシー・エンタープライズが共同出資して埋めている。撮影の7週前にピットはプロジェクトを辞め、製作は中断した。2004年2月、ワーナー・ブラザースはヒュー・ジャックマンを主演にし、350万ドルの予算とともにプロジェクトを再開した。8月、女優のブランシェットの抜けた穴をレイチェル・ワイズが埋めた。『ファウンテン』はアメリカの感謝祭の前日2006年11月22日に公開され、全世界で1590万ドルの利益を得た。観客と批評家は評価を分けた。

### ブレークスルー
2007年、アロノフスキーは『ザ・ファイター』の製作のために脚本家スコット・シルヴァーを雇った。彼はクリスチャン・ベールを俳優に起用しようとしたが、アロノフスキーは『レスラー』との類似点や、MGMの『ロボコップ』のリメイクに取り組むために断念する。
2010年7月、アロノフスキーは金銭的な面からスタジオの将来の不安からプロジェクトから去った。映画について問われた際、彼は「まだ所属していると思う。わからない。あまり問われたこともない」2007年の間、アロノフスキーはノアの方舟についての映画を構想していることを発言した。
アロノフスキーは10年以上『レスラー』の企画を持ち続けていた。構想を脚本にするためRobert D. Siegelを雇った。2007年10月にニコラス・ケイジが主役ランディー役の交渉に入った。翌月、ケイジはプロジェクトを去り、ミッキー・ロークが代わりに主役となった。アロノフスキーは、監督がロークを主演させようと求めたためケイジが出て行ったと語る。アロノフスキーは、「（ケイジは）完璧な紳士。彼は私の思いがミッキーにあるのを理解して、自ら脇へどいてくれた。俳優として大いに尊敬するし、ニックともいい仕事が出来たと思うけど、皆知ってる通り、ニックはミッキーにとって信じられないくらい支えとなった。ミッキーとは旧友で、この機会を使って本当に彼を助けたかった。だから彼は自分からレースを降りたんだ」。撮影は2008年1月から約40日間かけて行われた。

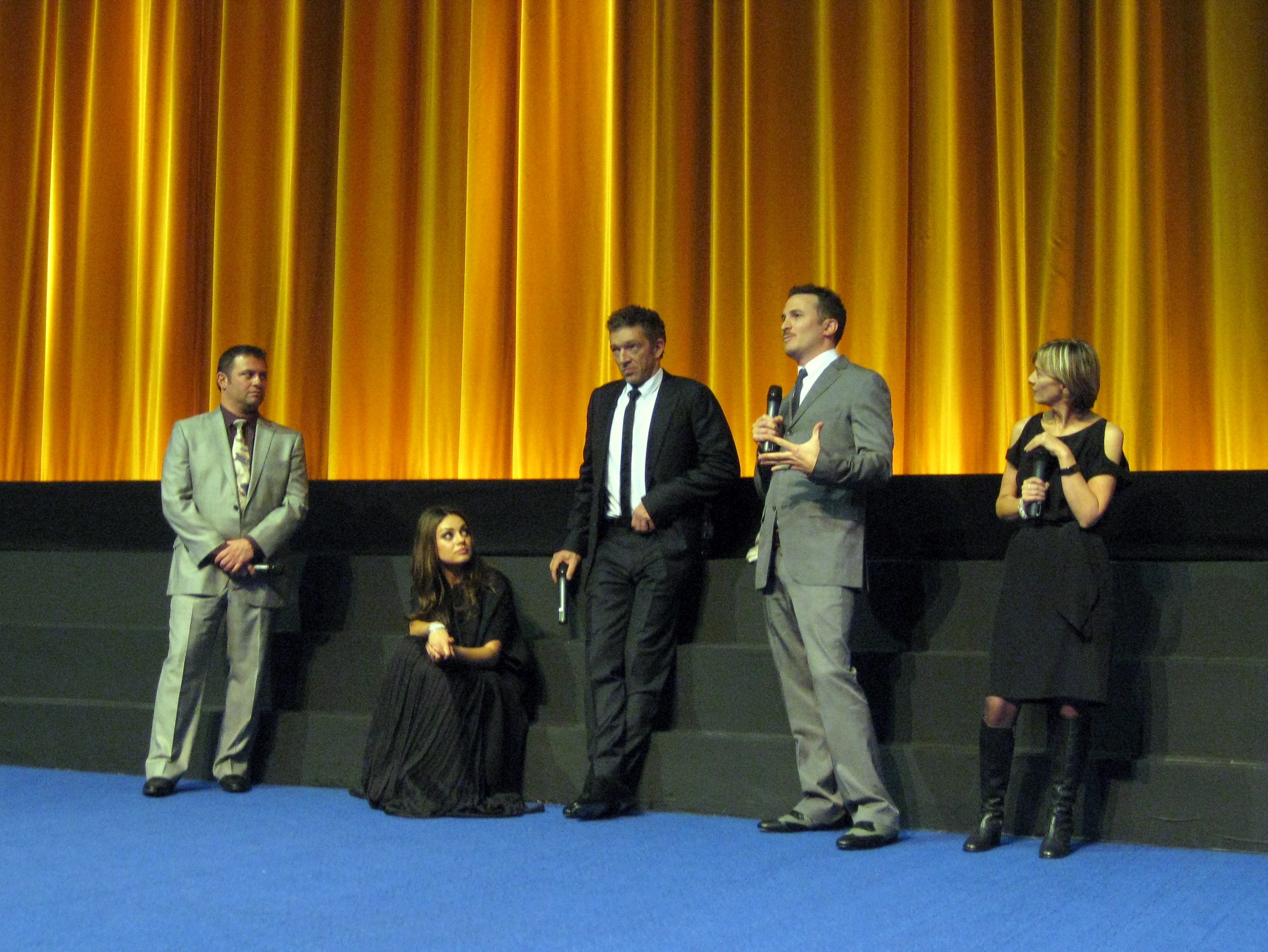
アロノフスキーと『ブラック・スワン』のキャスト・スタッフ

『レスラー』は第65回ヴェネツィア国際映画祭で初演した。はじめは注目もされていなかったが、世界最古の映画祭の最も高い賞である金獅子賞を受賞した。『レスラー』は高い評価を受け、ロークと助演のマリサ・トメイは共にゴールデングローブ賞、全米映画俳優組合賞を受賞、英国アカデミー賞にノミネートした。ロークは映画でブルース・スプリングスティーンがオリジナルソングを書いたように、ゴールデングローブ賞を受賞した。『レスラー』は6百万ドルの予算で4千万以上の利益を上げ、アロノフスキーにとって最も利益を挙げた映画となった。
2001年から製作していた、次回作『ブラック・スワン』は、ニューヨーク・シティ・バレエ団のバレリーナを題材にした心理スリラーホラー映画。アロノフスキーが2000年から知っていたナタリー・ポートマンが主演した。彼女はアロノフスキーにミラ・クニスを紹介し、2009年に参加した。2010年10月、『ブラック・スワン』は第67回ヴェネツィア国際映画祭のオープニングとして初演した。長時間のスタンディングオベーションをうけ、バラエティ誌は「最近の記憶ではベネチアで最も強いオープニング映画だ」とした 。
『ブラック・スワン』は映画評論家から高い評価を受け、第16回放送映画批評家協会賞に12のノミネート、第26回インディペンデント・スピリット賞に4つノミネート、第68回ゴールデングローブ賞に4つノミネート、第17回全米映画俳優組合賞に3つノミネートするなど、他にも多数の称賛を受けた。映画は限定公開の興行収入記録を塗り替え、3億ドル以上の利益を挙げた。
2011年1月25日、映画は5つのアカデミー賞（作品賞、監督賞、主演女優賞、撮影賞、編集賞）にノミネートした。3月にはポートマンがアカデミー主演女優賞を受賞した。アロノフスキーはオスカーで作品賞にノミネートされていた『ザ・ファイター』のエグゼクティブプロデューサーとして仕事をした。

### より高い予算での製作
アロノフスキーは2011年3月に製作が始まる予定だった『ウルヴァリン:SAMURAI』に参加したが、スケジュールが合わず離脱した。
2011年12月、アロノフスキーはルー・リードとメタリカのアルバム『Lulu』の１曲"The View"のミュージックビデオを監督した。
2011年、アロノフスキーは、聖書のノアの方舟をリテールした『ノア 約束の舟』の製作に着手した。プロジェクトは予算11500万ドル。翌年、映画はリージェンシー・エンタープライズとパラマウント映画から十分な資金が配給され、ラッセル・クロウが主演することとなった。映画はアロノフスキーとAri Handelにより書かれるグラフィックノベルに翻案され、ベルギーの出版社Le Lombardにより2011年10月にフランスで出版された。2012年6月、アロノフスキー一行はニューヨーク州ロングアイランドのオイスターベイに方舟のセットを作った。アロノフスキーは映画製作の開始をツイッターで告知し、同月アイスランドで撮影も開始したことをツイートした。映画はエマ・ワトソンやアンソニー・ホプキンス、『レクイエム・フォー・ドリーム』に出演したジェニファー・コネリーらが出演する。
アロノフスキーはHBOの『Hobgoblin (TV pilot)』と呼ばれるパイロット版を監督する予定。2011年6月16日に告知され、シリーズは魔法使いの一団と、第二次世界大戦の間ヒトラーを倒すために彼らの欺く力を使う詐欺師達を描く。彼はピューリッツァー賞を受賞した作家マイケル・シェイボンと、彼の妻Ayelet Waldmanとプロジェクトを始める。またアロノフスキーはホラー映画『XOXO』のプロデュースをすることも告知した。脚本は『ブラック・スワン』のMark Heyman。『アジャストメント』のジョージ・ノルフィが指揮する予定で、アロノフスキーが監督する予定。

## 監督スタイル

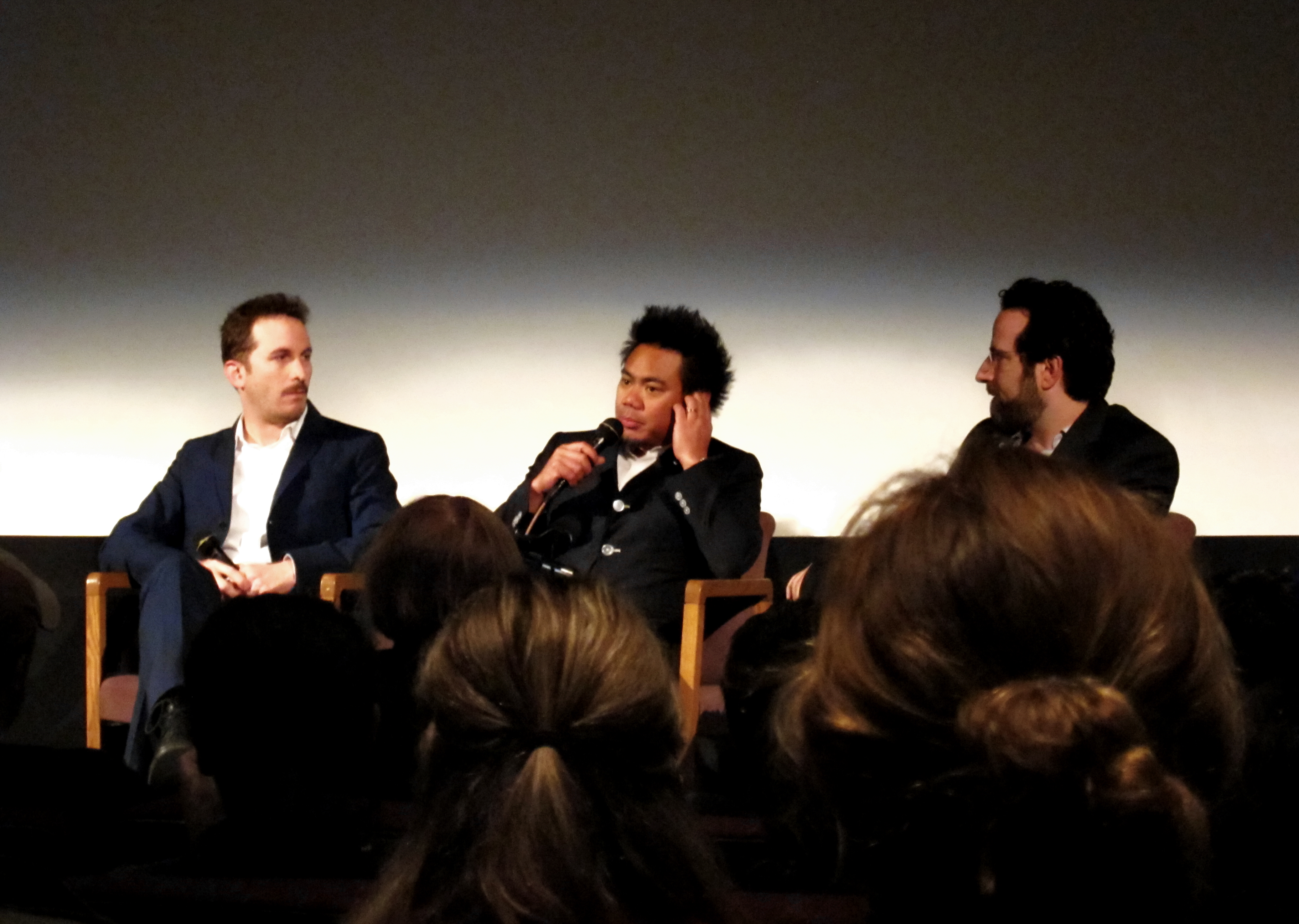
アロノフスキーとよく一緒に仕事をするマシュー・リバティークとアンドリュー・ワイスブラム

アロノフスキーの最初の二作品『π』『レクイエム・フォー・ドリーム』は低予算で、極端に短いショットのモンタージュが使われており、時々ヒップホップモンタージュと呼ばれている。平均100分の映画が600から700のカットが使われており、『レクイエム』は2000以上である。分割スクリーンも、極端に窮屈なクローズアップと共によく使われている。（SnorriCamと呼ばれるような、俳優にカメラを吊るす器具を使ったショットを含む）長いトラッキングショットや、低速度撮影の写真術もまた有名なスタイリッシュな工夫である。彼の映画ではよく、極端なクローズアップと極端な長距離撮影が代わる代わる用いられ、孤独の感覚を演出している。
『ファウンテン』では、アロノフスキーはComputer Generated Imageryの使用を制限した。Look Effectsのビジュアルエフェクト監督Henrik Fettは、「ダーレンは彼が求めるもの、コンピュータグラフィックスの使用を最小限にする意図についてとてもはっきりしていた。その結果は実に優れていると私は思う」。彼は『レスラー』や『ブラック・スワン』ではより曖昧な指示を出し、これが演技や脚本に直感的な指示を少なくした。アロノフスキーは抑えたパレットとザラザラなスタイルで映画を撮った。撮影監督のマシュー・リバティークはアロノフスキーと三つの映画で仕事しており、作曲家クリント・マンセルとは5つの映画で仕事している。マンセルの音楽はしばしば映画の大事な要素となる。

### テーマと影響
『π』は数学と数学的な理論を題材にしている。評論家の多くは『レクイエム・フォー・ドリーム』を、『バスケットボール・ダイアリーズ』や『トレインスポッティング』、『Spun』、『ラスベガスをやっつけろ』などと同じようにドラッグ映画のジャンルとみなしている。しかしアロノフスキーは彼の映画をより幅広い文脈で述べている。
「『レクイエム・フォー・ドリーム』はヘロインやドラッグについてのものではない。ハリー、タイロン、マリオンの話はとても伝統的なヘロインの話である。だが、それはサラの話の脇に置いた。我々は突然「なんてことだ、ドラッグとはなんだ？」と言う。これと同じモノローグが、薬、タバコでもやめようとする時、または20ポンド痩せられるから食べないようにしようとする時に頭をよぎるというこのアイデアは、私を本当に魅惑した。このアイデアは映画で見たことがなかったし、私が劇場に持ち込みたかった。
友人のAri Handelとともに『ファウンテン』の脚本を書いた。1999年、アロノフスキーは『マトリックス』が映画のSFジャンルを再定義したと思った。彼はSF映画を作るために、『マトリックス』や『スター・ウォーズ』、『2001年宇宙の旅』がやったように、新たな領域を探した。彼は技術や化学を駆使したプロットでSF映画を越えたかった。
トロント国際映画祭でJames Rocchiにインタビューを受けた際、アロノフスキーは1957年のチャールズ・ミンガスの曲"The Clown"が『レスラー』の強い影響元となったことを明かしている。民衆に流血への欲求があることを発見し、ついに上演中に自殺したclownについての音楽の詩が、映画を手助けするピースとなった。
アロノフスキーは『ブラック・スワン』を『レスラー』の姉妹編と呼んだ。レスラーとバレリーナの間の恋愛に関する初期のプロジェクトの一つが基となったため。結局「一つの映画には収まらない」と、レスラーとバレエの世界にわけた。彼は２つの映画を比較して「レスリングは最も低俗な芸術と思われている、もしまだ芸術と呼ぶならだけど、そしてバレエは最も高潔な芸術と思われている。けど私を驚かせたのは、どちらの世界の演者も似通っていることだ。彼らは表現をするために自分の体を信じられない使い方をする」。心理スリラー『ブラック・スワン』について、女優ナタリー・ポートマンは1968年のロマン・ポランスキーの映画『ローズマリーの赤ちゃん』と比較しており、アロノフスキーはポランスキーの『反撥』と『テナント/恐怖を借りた男』が「大きな影響」となったと言っている。俳優ヴァンサン・カッセルもポランスキーの初期の映画と比較しており、デヴィッド・クローネンバーグの初期作品にも影響を受けているとコメントしている。

## 論争

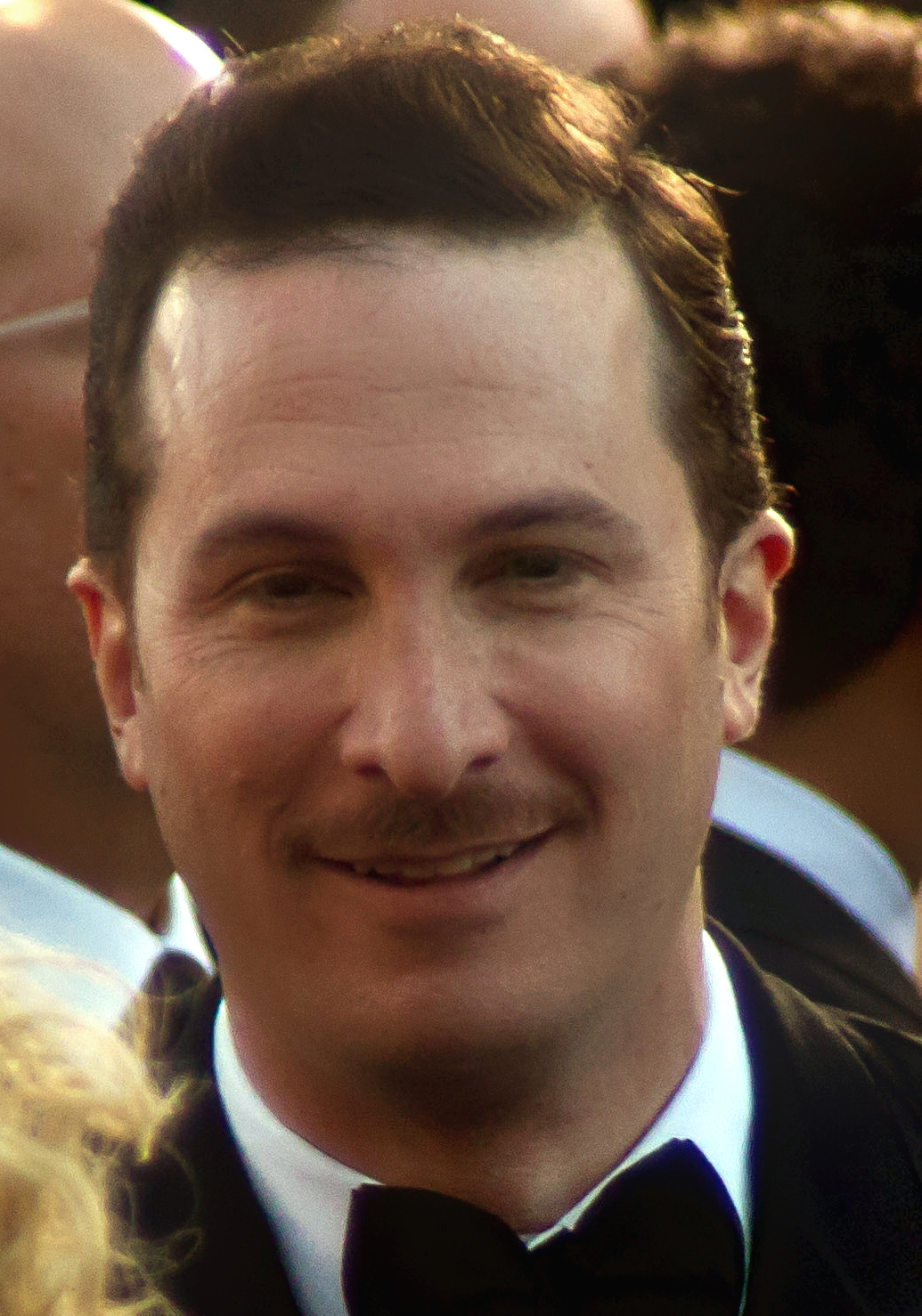
アロノフスキーは『ブラック・スワン』でのポートマンのダンスを、映画でのほとんどのダンスを演じたと言って守った。

アロノフスキーの映画のいくつかの面で議論をよんできた。最も著しいのが『レクイエム・フォー・ドリーム』『レスラー』、特に『ブラック・スワン』である。『レクイエム』はもとは2000年に発売される予定だったが、アメリカで議論が起こり、セックスシーンのためにアメリカ映画協会からNC-17にレーティングされた。アロノフスキーがレイティングを要望し、映画のどの箇所もカットされてはメッセージが薄まってしまうと要求した。この要求は拒否され、職工はレイティングせずに売り出すことを決定した 。
イラン国旗のついたポールをミッキー・ロークが膝で2つに割るシーンに反応して、『レスラー』は「反イラン的」映画と、多くのイランの新聞やウェブサイトで批難された。国営のイラン紙Borna Newsも、ヒール（悪役）のレスラーの性格を批難した。悪役として描かれ、彼はアラブの洋服（クーフィーヤやBisht）を着ており、新聞によれば、観客にイラン人とアラブを関係づけようとしているという。リングでは、彼はイラン国旗とAlephの模様の貧弱なレオタードを着ており、アーヤトッラーの言葉の最初の文を表している。
おそらくイランの聖職者の統治者を怒らせるのを防ぐために、イランの新聞は正確について言及するのを避けた。2009年3月、Javad Shamaqdari（イランの大統領マフムード・アフマディーネジャードの文化アドバイザー）は、映画芸術科学アカデミーの代表者や、イランを訪れていた俳優やプロデューサーに対して、『レスラー』やその他ハリウッド映画でのイスラム共和圏の否定的、不公平な描写について謝罪を求めた。
だれが『ブラック・スワン』でのポートマンやその他ダンサーの40ものバレエコスチュームのデザインを手がけたのかが、映画に関連して論議を起こした。メディアはボディダブル問題（映画のダンスはどのくらいポートマンがやっているのか、ポートマンに対して何人の替え玉が登場しているのか、アメリカン・バレエ・シアターのソロリストSarah Laneなど）といった実のある報道をした。Laneは思われている以上にダンスをしたと主張した。監督とFox SearchlightはLaneの主張に反論した。彼らの公式声明は「我々はSarahのおかげでより困難なダンスシーンを撮れたのは幸運で、彼女のした仕事に称賛しないわけはない。しかしながら、ナタリーはこの映画ではほとんど彼女自身がダンスした」。
アロノフスキーはエンターテインメント・ウィークリーのインタビューでこう発言している。「私は編集者にカットを数えさせた。映画には139のダンスシーンがあった。111はナタリー・ポートマンで、手はつけてない。28は彼女のボディダブルのSarah Laneだ。もし数学がわかれば、80%はナタリー・ポートマンだ。時間はどうだろう。ダブルを使ったショットは幅の広いショットで、1秒よりも長いことはめったにない。2つ難しい長いダンスシーンがあって、顔を入れ替えた。それでも、時間でもし決めたとしても、90%はナタリー・ポートマンだろう。より明確に言えば、ナタリーはダンスをトウシューズでポワントでやってのけた。もしプロローグの最後の85秒のショットを見たら、ナタリーが完全にダンスして、ポワントでシーンを終えている。デジタルマジックなしに、完全に彼女だ」

## 私生活
アロノフスキーは2001年の夏にイギリスの女優レイチェル・ワイズと交際をはじめ、2005年に婚約した。彼らの息子ヘンリー・チャンスは2006年5月31日にニューヨーク市に生まれた。マンハッタンのイースト・ヴィレッジに住んだ。2010年10月、ワイズとアロノフスキーは数ヶ月ほど別居していたことを公表したが、親友であり続け、ニューヨークで息子を共に育て上げると約束した。これは当時、ワイズは映画撮影で親しくなったイギリスを代表する大物俳優のダニエル・クレイグとの交際がマスコミに発覚し、大々的に報道されたことを受けた発表であり、このスキャンダルによりアロノフスキーとの事実婚は解消され、その翌年人気スター同士のクレイグとワイズのビッグカップルの電撃結婚は世間の話題をさらった。

## フィルモグラフィー
| 年度 | 映画                                             | 監督 | 脚本 | 製作 | その他 | 備考                      |
| ---- | ------------------------------------------------ | ---- | ---- | ---- | ------ | ------------------------- |
| 1991 | Supermarket Sweep                                | Yes  | Yes  |      |        |                           |
| 1991 | Fortune Cookie                                   | Yes  |      | Yes  |        |                           |
| 1993 | Protozoa                                         | Yes  | Yes  |      |        |                           |
| 1994 | No Time                                          | Yes  |      |      |        |                           |
| 1998 | π                                                | Yes  | Yes  |      | Yes    | Assistant positive cutter |
| 2000 | レクイエム・フォー・ドリーム Requiem for a Dream | Yes  | Yes  |      | Yes    | Visitor (カメオ出演)      |
| 2002 | ビロウ Below                                     |      | Yes  | Yes  |        |                           |
| 2006 | ファウンテン 永遠につづく愛 The Fountain         | Yes  | Yes  |      |        |                           |
| 2008 | レスラー The Wrestler                            | Yes  |      | Yes  |        |                           |
| 2010 | ブラック・スワン Black Swan                      | Yes  |      | Yes  |        |                           |
| 2010 | ザ・ファイター The Fighter                       |      |      |      | Yes    | 製作総指揮                |
| 2014 | ノア 約束の舟 Noah                               | Yes  | Yes  | Yes  |        |                           |
| 2017 | アフターマス Aftermath                           |      |      | Yes  |        |                           |
| 2017 | マザー! mother!                                  | Yes  | Yes  | Yes  |        |                           |
| 2023 | ザ・ホエール The Whale                           | Yes  |      | Yes  |        |                           |
| TBA  | Caught Stealing                                  | Yes  |      |      |        |                           |